# Partit Popular Liberal (Noruega)
El Partit Popular Liberal (noruec Det Liberale Folkeparti, DLF) fou un partit polític de Noruega d'ideologia liberal format el 1972 com a escissió de 9 dels 13 diputats del Venstre partidaris de l'entrada de Noruega a la Unió Europea. Inicialment s'anomenà Folkepartiet Nye Venstre (Partit Popular-Nova Esquerra), però després el canvià per Det Nye Folkepartiet (El Nou Partit Popular) i finalment per l'actual el 1980.
A les eleccions legislatives noruegues de 1973, però, només va obtenir un escó per Hordaland (on els liberals van obtenir 2 escons). A les eleccions de 1977 va perdre el seu escó, que ja nova recuperar ni a les eleccions de 1981 ni a les de 1985. La caiguda en el nombre de vots provocà que a les eleccions locals de 1987 presentés llistes conjuntes amb el Venstre, i que el 1988 es tornés a unificar amb aquest partit. Nogensmenys, alguns dels antics membres del partit, juntament amb escindits del Partit del Progrés van reconstituir el Partit Popular Liberal el 1992.

## Resultats electorals

### Eleccions legislatives
| Any  | Vots   | %    | Escons  | +/- |
| ---- | ------ | ---- | ------- | --- |
| 1973 | 73,854 | 3.43 | 1 / 155 | Nou |
| 1977 | 22,524 | 0.98 | 0 / 155 | 1   |
| 1981 | 13,344 | 0.54 | 0 / 155 | =   |
| 1985 | 12,958 | 0.50 | 0 / 157 | =   |

## Líders del partit
- 1972-1973 Helge Seip
- 1973-1978 Magne Lerheim
- 1978-1980 Ingvar Lars Helle
- 1980-1982 Gerd Søraa
- 1982-1986 Øyvind Bjorvatn
- 1986-1988 Alice Ruud
- 1988 Marit Bjorvatn